# Église Sainte-Thérèse-d'Avila de Niderhoff
Pour les articles homonymes, voir Église Sainte-Thérèse-d'Avila.
L'église Sainte-Thérèse-d'Avila est située à Niderhoff, en Moselle.

## Histoire
Église paroissiale construite de 1840 à 1845 sur un projet des architectes Jeune et Marchal de Lorquin. Au début de 1840 est ressentie la nécessité d'agrandir l'église (19,22 m l ; 6,64 m la) du fait de l'accroissement de la population qui s'élève à 683 habitants, l'église ne pouvant en accueillir que 160. Les démarches du curé de la paroisse, l'abbé Figre, et du maire de la commune assurèrent le financement de la construction du nouvel édifice cultuel : souscription lancée dans la commune, sollicitation de MM. Schevendier et Naville, du gouvernement et de l’Évêché, voyages à travers l'Alsace et la Lorraine. À la mort l'abbé Figre, le 17 février 1841 à l'âge de 31 ans, les murs, la couverture et les baies de la nef étaient réalisés. Les travaux restants comprenaient le pavement, les voûtes, le mobilier et le clocher, pour lesquels il ne subsistait que la somme de 1200 francs. Pour pallier cette insuffisance et poursuivre les travaux, une nouvelle souscription est lancée dans la commune et les travaux reprennent en 1844 pour s'achever l'année suivante.
Une délibération du conseil municipal du 1er janvier 1846 mentionne des offres pour doter l'église de cloches ; elles ont été livrées le 24 août 1846 pour un montant de 2.888 F. Le fondeur Baraban, de Nancy, a reçu en acompte la cloche de l'ancienne église datée de 1836. Les nouvelles cloches ont été réquisitionnées par les autorités allemandes en 1917